# 白金 (東京都港区)
白金（しろかね）は、東京都港区の地名・町名。狭義には現行行政地名（白金一丁目から六丁目）を指す。また、広義には現在の港区白金に、隣接する白金台などを含めた旧芝白金地区全域を指す。本稿では主に現在の白金について述べる。住居表示実施済区域。

## 地理
港区の南部に位置し、古川（渋谷川）を隔てて北は南麻布、南は白金台、東は高輪、西は渋谷区恵比寿にそれぞれ接する。東京都道305号芝新宿王子線（通称 恵比寿通り）が東西に横断していて、主に準工業地域の用途指定を受ける丁目が奇数の白金一、三、五丁目と、主に第一種中高層住居専用地域指定である丁目が偶数の白金二、四、六丁目に分けている（道路沿いは商業地域指定）。古川沿いの低地には町工場や商店街が開けており、南部の台地は聖心女子学院初等科・中等科・高等科などの学校やマンションが立つ閑静な住宅街となっている。近年地下鉄の開通に伴い、白金高輪駅付近を中心に大規模な再開発（白金アエルシティ）が行われている。
町域内には聖心女子学院・北里研究所などの施設や私企業が山林として所有する敷地があり、隣接する白金台の旧白金御料地（国立科学博物館附属自然教育園など）・東京大学医科学研究所などと一帯となり、東京23区内でも指折りの緑地帯を形成している。これらの緑地帯は江戸時代に大名屋敷があった名残であり、広い区画が残っていたために財界人などの邸宅も見受けられ、高級住宅地として知られている地域もある。

### 地価
住宅地の地価は、2025年（令和7年）1月1日の公示地価によれば、白金3-12-13の地点で199万円/m2、白金4-14-6の地点で187万円/m2となっている。

## 「白金」の読み
一般に「しろかね」と「しろがね」が混用されて読まれる白金だが、町名の白金は正しくは「しろかね」と発音し、「しろがね」ではない。
1. もともと町名の起源となった、応永年間（1394年-1428年）に白金地区を開墾したと伝わる白金長者こと柳下上総介は、白金（しろがね=プラチナ）ではなく、大量の銀（しろかね）を保有していたために白金長者と呼ばれるようになったとされること[8]。
2. それを裏付けるように、『小田原衆所領役帳』では「白銀」と記されていること。

などの歴史的事情を考慮して、1969年（昭和44年）1月1日に白金地区に住居表示が実施された際、港区が「しろかね」を正式町名として採用したという経緯がある。

## 歴史

### 沿革
- 応永年間（1394年-1428年）、南朝の雑色であった柳下上総介が、現在の国立科学博物館附属自然教育園（旧白金御料地）内に白金長者屋敷[8]を構えて当地を開墾、白金村を開いたと伝わる（白金村は武蔵国豊島郡と荏原郡の境界線上にあったため長いこと所属が定まらず、江戸時代は入会地とされた）。
- 1651年（慶安4年）、白金村より白金台町1〜11丁目と白金猿町が分離する（現在の港区白金台）。
- 1867年（慶応3年）5月、外国人に牛肉を供給していた中川嘉兵衛が、江戸荏原郡白金村に屠牛場を設立した。日本における近代的屠場の最初だと言われている。
- 1868年（明治元年）、東京府成立に伴い、白金村は東京府の所属となる。
- 1869年（明治2年）、白金氷川社門前などの寺社地を合併して、新たに白金錦町が起立される。
- 1872年（明治5年）、武家地に白金志田町・白金上三光町・白金下三光町が、寺社地に白金丹波町が新たに起立される。
- 1878年（明治11年）、芝区の成立に際して、白金猿町・白金台町・白金丹波町・白金志田町が芝区の所属となる。
- 1879年（明治12年）、白金村に隣接する荏原郡今里村・白金上三光町・白金下三光町・白金錦町が、白金村に編入される。
- 1889年（明治22年）、白金村が芝区に編入され、東京市成立に伴い東京市芝区白金村となる。
- 1891年（明治24年）、芝区白金村のうち旧今里村の区域は白金今里町に、その他の地域は白金三光町となり、白金村が消滅する。
- 明治末期頃より、それまで郊外の田園地帯に過ぎなかった白金地区に住宅・商店・工場が増え、急速に発展した。
- 1947年（昭和22年）、芝区が赤坂区・麻布区と合併して新たに港区が成立。それに伴い白金地区の町名に「芝」の冠称がつく。
- 1967年（昭和42年）7月1日、住居表示の実施に伴い、白金地区のうち芝白金志田町・芝白金丹波町・芝白金三光町・芝白金猿町の一部ないし全部が港区高輪となる。
- 1969年（昭和44年）1月1日、白金地区の残余部分に住居表示が実施され、麻布新広尾町の一部と麻布田島町・芝三田老増町を併せて現行の港区白金が成立する。同時に、芝白金台町・芝白金今里町・芝白金猿町・芝白金三光町と芝二本榎西町の一部ないし全部は港区白金台となる。
- 2000年（平成12年）9月26日、地下鉄白金高輪駅が開業する。

### 変遷
| 実施後       | 実施年月日   | 実施前（各町名ともその一部・かつての芝白金地区は太字）                               |
| ------------ | ------------ | ------------------------------------------------------------------------------------ |
| 白金一丁目   | 1969年1月1日 | 芝白金三光町、芝白金志田町、芝三田老増町、麻布新広尾町二丁目、麻布田島町             |
| 白金二丁目   | 1969年1月1日 | 芝白金三光町、芝白金台町一丁目、芝三田老増町                                         |
| 白金三丁目   | 1969年1月1日 | 芝白金三光町、麻布新広尾町三丁目、麻布田島町                                         |
| 白金四丁目   | 1969年1月1日 | 芝白金三光町                                                                         |
| 白金五丁目   | 1969年1月1日 | 芝白金三光町、麻布新広尾町三丁目、麻布田島町                                         |
| 白金六丁目   | 1969年1月1日 | 芝白金三光町                                                                         |
| 白金台一丁目 | 1969年1月1日 | 芝白金台町一丁目、芝白金今里町                                                       |
| 白金台二丁目 | 1969年1月1日 | 芝白金今里町、芝白金猿町、芝二本榎西町                                               |
| 白金台三丁目 | 1969年1月1日 | 芝白金台町一丁目、芝白金台町二丁目、芝白金今里町                                     |
| 白金台四丁目 | 1969年1月1日 | 芝白金台町一丁目、芝白金台町二丁目、芝白金三光町                                     |
| 白金台五丁目 | 1969年1月1日 | 芝白金台町二丁目、芝白金三光町                                                       |
| 高輪一丁目   | 1967年7月1日 | 芝白金三光町、芝白金志田町、芝白金丹波町など（その他については高輪の項を参照のこと） |
| 高輪三丁目   | 1967年7月1日 | 芝白金猿町など（その他については高輪の項を参照のこと）                               |

## 世帯数と人口
2025年（令和7年）4月1日現在（港区発表）の世帯数と人口は以下の通りである。
| 丁目       | 世帯数     | 人口     |
| ---------- | ---------- | -------- |
| 白金一丁目 | 3,525世帯  | 6,310人  |
| 白金二丁目 | 1,316世帯  | 2,574人  |
| 白金三丁目 | 2,480世帯  | 3,927人  |
| 白金四丁目 | 845世帯    | 1,653人  |
| 白金五丁目 | 1,011世帯  | 1,589人  |
| 白金六丁目 | 2,080世帯  | 3,876人  |
| 計         | 11,257世帯 | 19,929人 |

### 人口の変遷
国勢調査による人口の推移。
| 年                 | 人口   |
| ------------------ | ------ |
| 1995年（平成7年）  | 12,574 |
| 2000年（平成12年） | 13,450 |
| 2005年（平成17年） | 14,803 |
| 2010年（平成22年） | 14,623 |
| 2015年（平成27年） | 17,449 |
| 2020年（令和2年）  | 17,468 |

### 世帯数の変遷
国勢調査による世帯数の推移。
| 年                 | 世帯数 |
| ------------------ | ------ |
| 1995年（平成7年）  | 5,961  |
| 2000年（平成12年） | 6,953  |
| 2005年（平成17年） | 8,046  |
| 2010年（平成22年） | 7,892  |
| 2015年（平成27年） | 9,237  |
| 2020年（令和2年）  | 9,658  |

## 学区
区立小・中学校に通う場合、学区は以下の通りとなる（2022年4月現在）。
| 丁目       | 番地   | 小学校             | 中学校             |
| ---------- | ------ | ------------------ | ------------------ |
| 白金一丁目 | 全域   | 港区立白金の丘学園 | 港区立白金の丘学園 |
| 白金二丁目 | 1〜5番 | 港区立白金の丘学園 | 港区立白金の丘学園 |
| 白金二丁目 | 6・7番 | 港区立白金小学校   | 港区立高松中学校   |
| 白金三丁目 | 全域   | 港区立白金の丘学園 | 港区立白金の丘学園 |
| 白金四丁目 | 全域   | 港区立白金の丘学園 | 港区立白金の丘学園 |
| 白金五丁目 | 全域   | 港区立白金の丘学園 | 港区立白金の丘学園 |
| 白金六丁目 | 全域   | 港区立白金の丘学園 | 港区立白金の丘学園 |

## 事業所
2021年（令和3年）現在の経済センサス調査による事業所数と従業員数は以下の通りである。
| 丁目       | 事業所数  | 従業員数 |
| ---------- | --------- | -------- |
| 白金一丁目 | 289事業所 | 6,310人  |
| 白金二丁目 | 59事業所  | 534人    |
| 白金三丁目 | 163事業所 | 841人    |
| 白金四丁目 | 55事業所  | 472人    |
| 白金五丁目 | 73事業所  | 1,804人  |
| 白金六丁目 | 126事業所 | 591人    |
| 計         | 765事業所 | 10,552人 |

### 事業者数の変遷
経済センサスによる事業所数の推移。
| 年                 | 事業者数 |
| ------------------ | -------- |
| 2016年（平成28年） | 685      |
| 2021年（令和3年）  | 765      |

### 従業員数の変遷
経済センサスによる従業員数の推移。
| 年                 | 従業員数 |
| ------------------ | -------- |
| 2016年（平成28年） | 8,721    |
| 2021年（令和3年）  | 10,552   |

## 地区内の施設

### 白金一丁目
- 白金アエルシティ
  - 白金タワー
  - NBFプラチナタワー

### 白金二丁目
- 立行寺 - 大久保忠教により建立された。忠教の墓もこの地にある。
- 正源寺
- 高輪消防署
- 松秀寺
- 重秀寺
- 白金氷川神社

### 白金三丁目
- 港区立三光小学校 - 2015年3月、学校統合により閉校

### 白金四丁目
- 聖心女子学院初等科・中等科・高等科
- 港区立白金の丘学園
- 本妙寺

### 白金五丁目
- 北里大学 白金キャンパス
  - 学校法人北里研究所
  - 北里研究所病院

### 白金六丁目
- 港区立神応小学校 - 2015年3月、学校統合により閉校

## 交通

### 鉄道
- 白金高輪駅
  - 都営地下鉄三田線・東京メトロ南北線 - 駅の所在地は高輪

### 路線バス
- 都営バス（一部東急バス）
  - 北里研究所前停留所
  - 三光坂下停留所
  - 白金高輪駅前停留所
  - 清正公前停留所

### 道路
- 国道1号（桜田通り） - 白金1丁目交差点〜清正公前交差点
- 東京都道305号芝新宿王子線（明治通り） - 恵比寿3丁目交差点手前〜白金1丁目交差点
  - 三光坂 - 白金二丁目から四丁目にかけての坂。
- 東京都道312号白金台町等々力線（目黒通り） - 清正公前交差点〜日吉坂上交差点手前
  - 日吉坂 - 白金二丁目と白金台一丁目の境界上の坂。
- 東京都道415号高輪麻布線 - 古川橋交差点〜白金1丁目交差点（支線）
- 東京都道418号北品川四谷線（外苑西通り・プラチナ通り） - 恵比寿3丁目交差点先〜白金6丁目交差点先

## 関係者

### 著名出身者
- 2代目広沢虎造 - 浪曲師、俳優
- 渡辺力 - プロダクトデザイナー
- 大陽寺順一 - 社会政策学者
- 榎本加奈子 - タレント
- 伊勢谷友介 - 俳優、実業家
- Ryo - 歌手、ケツメイシのメンバー

### 居住その他ゆかりある人物
- 小牧正英 - バレエダンサー

## ギャラリー

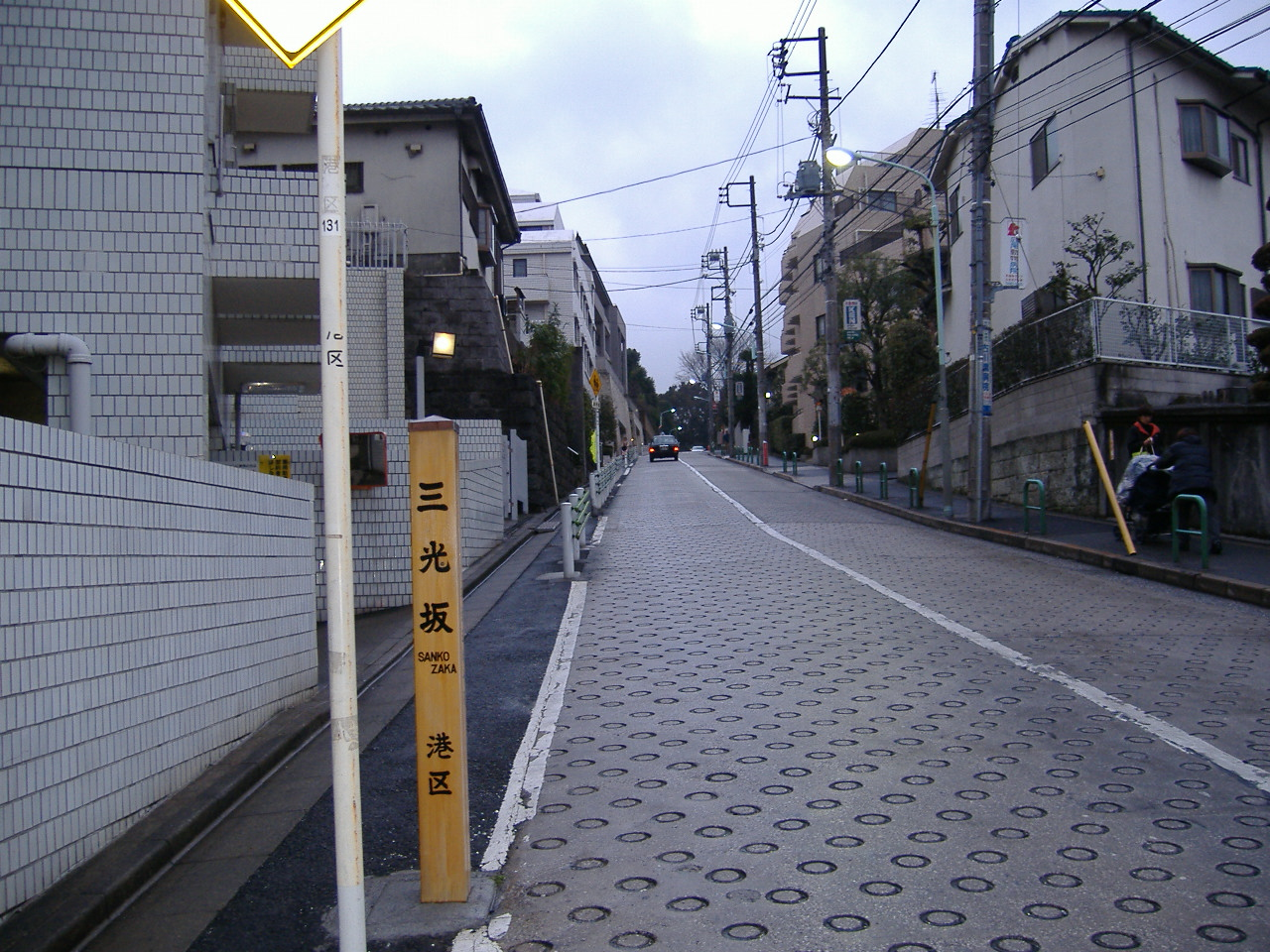
三光坂 （白金二丁目と四丁目の間）
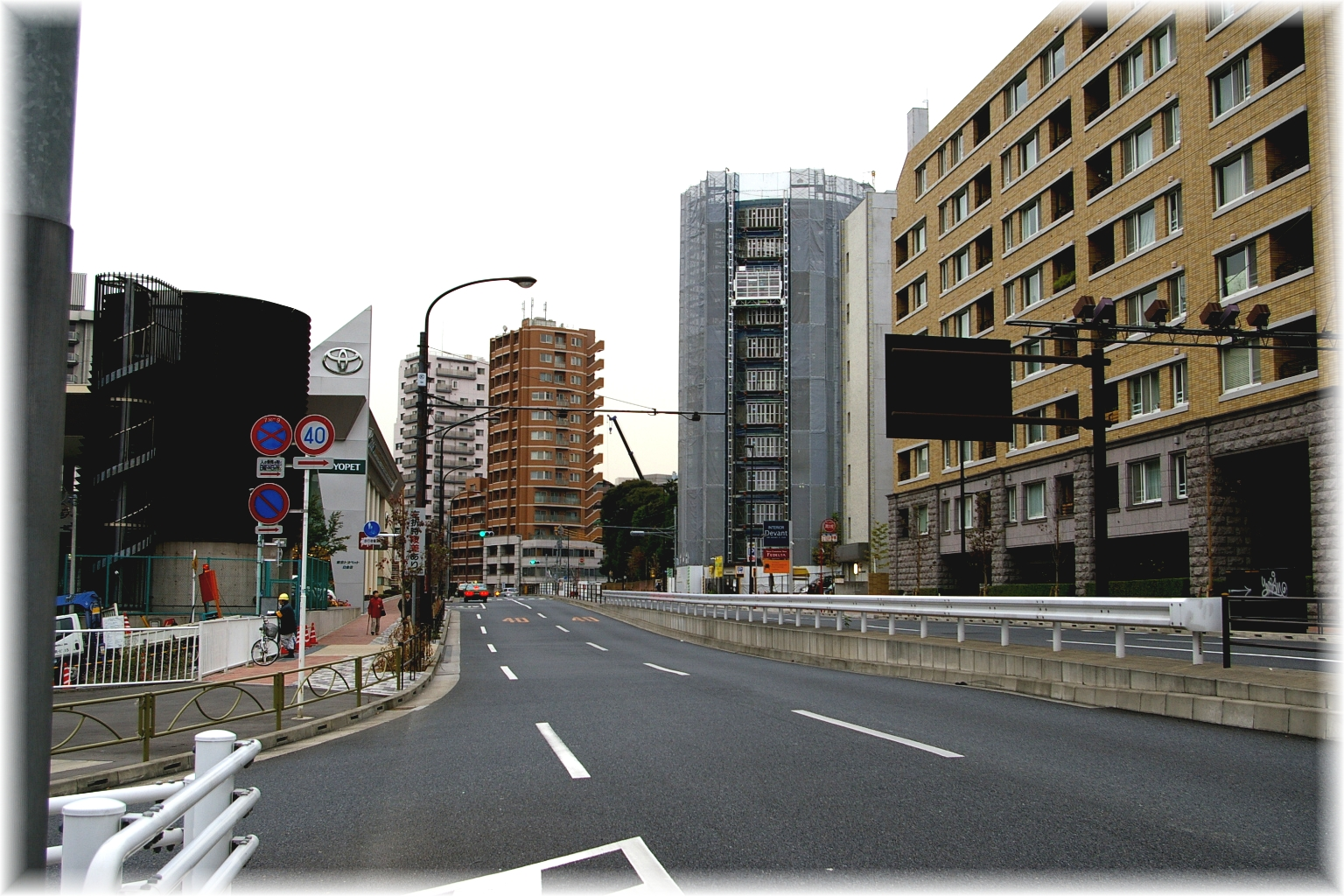
日吉坂 （白金二丁目と白金台一丁目の間）
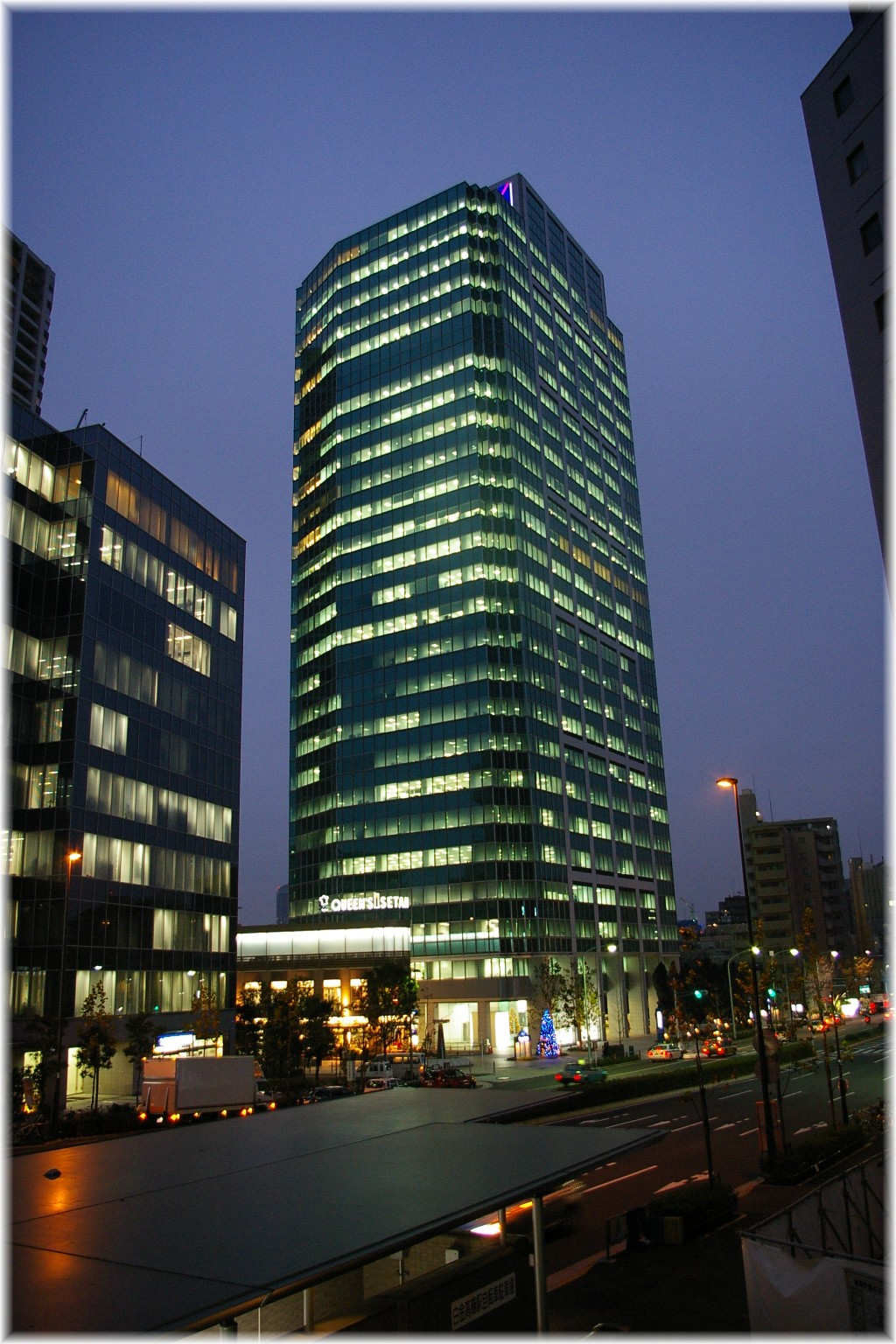
白金アエルシティ
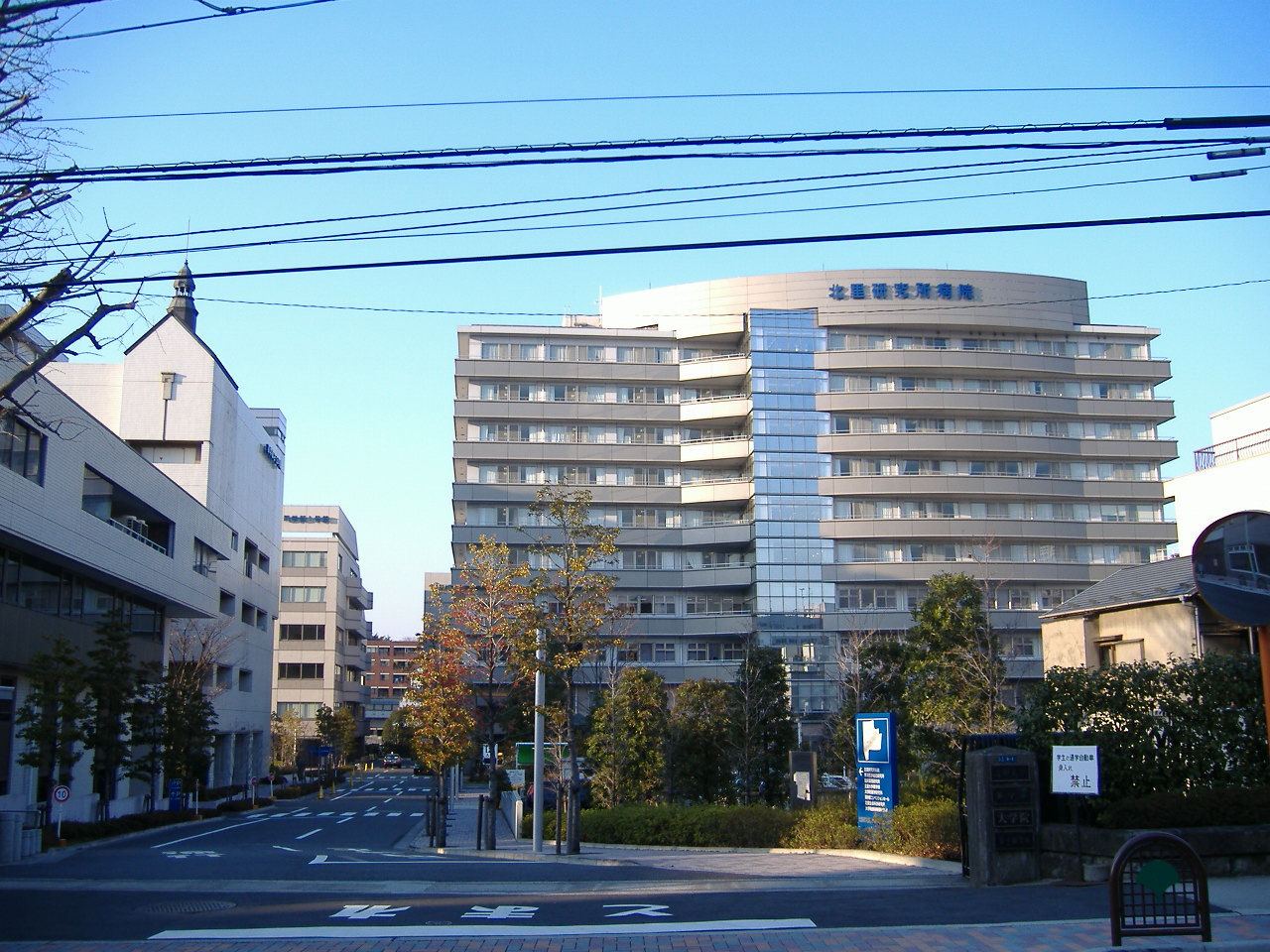
北里大学 （白金五丁目）

## その他

### 日本郵便
- 郵便番号 : 108-0072[4]（集配局 : 高輪郵便局[18]）。